# Parco di Villa Scheibler
Il parco di Villa Scheibler, precedentemente denominato parco Lessona, è situato nel Municipio 8 di Milano,  tra i quartieri di Quarto Oggiaro e Vialba, nell'area periferica nordoccidentale del capoluogo lombardo. A partire dal 1928 vi furono collocati i vivai comunali.

## Storia e restauri recenti
Già conosciuto come parco Lessona, dall'omonima via che lo costeggia, sorge dove un tempo c'era un casino di caccia di Ludovico il Moro, in un territorio ricco di boschi e di acque. Nel tempo, la proprietà pervenne alla
famiglia nobile Scheibler, che nel XVIII secolo vi fece costruìre la villa come residenza di campagna. Nel 1927 l'area fu venduta al Comune di Milano che ne convertì i giardini in vivaio comunale per la grande disponibilità d'acqua.
Nel 1978-1979, di fronte alla spinta urbanizzazione del quartiere, il comune decide di aprire all'uso pubblico i giardini, attualmente in parte ancora in fase di restauro per recuperare anche la Villa Caimi a sud.
Il parco è compreso all'interno del progetto Urban, ed è grazie ai finanziamenti relativi che si sono effettuati i primi impegnativi restauri e ne  è in corso la seconda fase. Tra gli interventi ultimati (2010) oltre quelli pertinenti la villa, da ricordare il recupero, al centro del parco, dell'arco di un tempietto colonnato che creava un gioco di prospettiva tra le due dimore; la costruzione di una nuova fontana a quattro vasche sul prato tra la villa e l'alberatura, un nuovo itinerario botanico e la realizzazione della piazza dei fiori, ricca di arbusti e piante erbacee a fioriture stagionali differenziate.

## Flora e attrezzature
I viali, nel folto reticolo di percorsi nel parco, sono spesso caratterizzati da filari monospecie. Tra le essenze, ricordiamo il faggio piangente, l'olmo, il cedro della California o dell'incenso, la sequoia, l'acero di monte, l'ippocastano, il gelso bianco, la robinia e la sofora giapponese, la gleditsia e il ciliegio da fiore con il ciliegio degli uccelli o da frutto. Tra le attrezzature del parco, due aree per i giochi e tre spazi recintati per i cani.